# Даріуш Дудка
Даріуш Дудка (пол. Dariusz Dudka, нар. 9 грудня 1983, Костшин-над-Одрою) — польський футболіст, захисник, півзахисник клубу «Вісла (Краків)».
Також відомий виступами за клуби «Аміка», «Осер» та національну збірну Польщі.

## Клубна кар'єра
У дорослому футболі дебютував 1999 року виступами за команду клубу «Аміка», в якій провів шість сезонів, взявши участь у 93 матчах чемпіонату. 
Своєю грою за цю команду привернув увагу представників тренерського штабу клубу «Вісла» (Краків), до складу якого приєднався 2005 року. Відіграв за команду з Кракова наступні три сезони своєї ігрової кар'єри. Більшість часу, проведеного у складі краківської «Вісли», був основним гравцем команди.
До складу клубу «Осер» приєднався 2008 року. Встиг відіграти за команду з Осера понад 100 матчів в національному чемпіонаті.

## Виступи за збірну
2004 року дебютував в офіційних матчах у складі національної збірної Польщі. Наразі провів у формі головної команди країни 61 матч, забивши 2 голи.
У складі збірної був учасником чемпіонату світу 2006 року у Німеччині, чемпіонату Європи 2008 року в Австрії та Швейцарії.

## Титули і досягнення
- Чемпіон Польщі (1):

«Вісла»: 2007/08
- Володар Суперкубка Польщі (2):

«Аміка»: 1999
«Лех»: 2015